# Орден Независимости (Катар)
Орден Независимости – высшая государственная награда Катара.

## История
Орден был учреждён в 1978 году эмиром Катара Халифа бин Хамад Аль Тани как высшая награда государства, зарезервированная за главами иностранных государств, главами правительств, и вручаемая в соответствии с дипломатическим протоколом в ознаменовании дружбы между странами.

## Степени
Орден имеет две степени:
- Знак ордена на цепи – предназначенная для вручения главам иностранных государств, монархам, принцам крови.
- Знак ордена на черезплечной ленте и звезда на левой стороне груди – вручается главам правительств иностранных государств.

## Описание

### Знак ордена на цепи
Знак представляет собой золотую десятиконечную звезду с ромбовидными прорезными лучами, между которыми орнаментальные штралы с закреплённым бриллиантовым камнем. В центре круглый золотой медальон с широкой каймой. В центре изображение государственного герба Катара. На кайме надписи на арабском языке: вверху – «Государство Катар», внизу – «Цепь Независимости». 
Знак при помощи фигурного звена, украшенного жемчугом, крепится к орденской цепи.
Цепь состоит из 30 звеньев (центральное звено, украшенное рубинами и жемчугом, 15 орнаментальных звеньев и 14 звеньев в виде десятиконечных звёзд с изображение герба Катара), соединённых двойными цепочками.

### Знак ордена на Большой ленте
Знак представляет собой золотую десятиконечную звезду с ромбовидными прорезными лучами, между которыми орнаментальные штралы. В центре круглый золотой медальон с широкой каймой. В центре изображение государственного герба Катара. На кайме надписи на арабском языке: вверху – «Государство Катар», внизу – «Орден Независимости».
Знак при помощи фигурного звена, украшенного жемчугом, крепится к орденской ленте.
Звезда ордена десятиконечная, состоящая из разновеликих двугранных лучиков, на которую наложен знак ордена.
 Лента ордена коричнево-бордовая, с двумя тёмно-зелёными полосами по краям, с белой полоской между ними.